# Dream metal
Dream metal es un subgénero del heavy metal con el sonido vertiginoso, ruidoso y vibrante de la música experimental. Artistas como Alcest, The Sundial, Pyramids en varias de sus canciones son parte de este movimiento que se inició en la década del 2000.

## Algunos artistas de la escena
- Alcest
- Deftones
- Pyramids
- The Sundial
- Agalloch